# إدوارد شنايدر
إدوارد شنايدر (بالإنجليزية: Édouard Schneider)‏ (21 فبراير 1880، فونتوني سو بوا في فرنسا - 21 سبتمبر 1960، باريس في فرنسا)؛ روائي فرنسي.